# 사량도
사량도(蛇梁島)는 경상남도 통영시 사량면에 속해 있는 섬으로 사량면의 중심지이다. 사량면사무소가 위치해 있으며, 섬 서쪽에는 지리산과 불모산이 솟아 있다. 사량초등학교, 사량중학교등이 위치해 있다.

## 자연지리

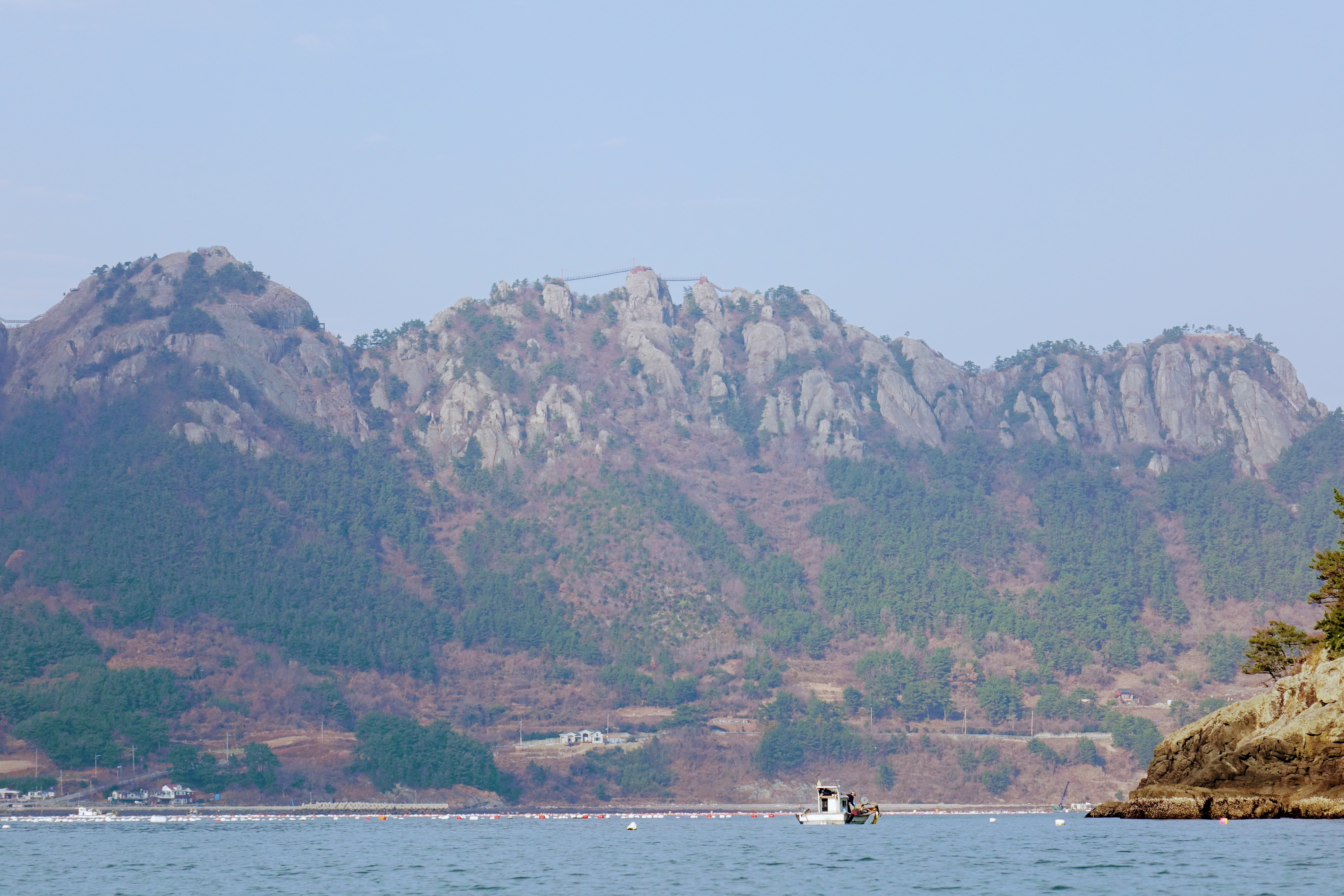
사량도

서쪽에는 지리산(지리망산이라고도 한다. 맑은날 꼭대기에 올라서면 산청 지리산이 보인다고 한다.)이 솟아 있고 북쪽에는 불모산이 솟아 있으며 남쪽은 산으로 둘러싸인 분지 지형이다.
상도와 하도의 2개섬이 사량대교로 연결되어있다.  사량대교는 2015년 10월 30일 개통하였다.
샤량도는 윗섬,아랫섬,수우도 3개의 섬으로 구성되어 있다.

### 해수욕장
- 대항해수욕장

### 교육 기관
- 사량초등학교
- 사량중학교

## 교통
- 사량대교

- 경남 통영시 사량면 금평리
- 2010년도부터 도서종합개발사업에 반영하여 추진한 사량대교는 5년 5개월의 공사기간을 거쳐 총연장 530m, 폭 13.1m의 2주탑 대칭형 사장교와 접속도로 L=935m, B=11.5m로 시공되었으며 도내에서는 섬과 섬을 잇는 연도교 중 최대규모를 자랑한다.
- 2015년 9월 사량대교 준공으로 상도와 하도로 분리된 사량면 14개마을 주민들의 생활권이 통합되었으며, 상도의 국내 100대 명산에 포함된 지리산 옥녀봉과 하도의 7개 봉우리로 유명한 칠현산이 하나의 관광벨트로 이어져 관광객의 교통편익을 제공한다.

## 관공서
- 사량면사무소
- 사량파출소
- 사량면보건지소

## 관광
- 최영장군 사당
- 사량도 옥녀봉
- 성자암
- 통영시 사량도 관광정보 -Utour